# Gianfranco Barra
Gianfranco Barra (Roma, 5 aprile 1940 – Roma, 23 marzo 2025) è stato un attore italiano, apprezzato principalmente come caratterista.

## Biografia
Dopo aver completato gli studi presso l'Accademia d'arte drammatica "Silvio D'Amico", ebbe una lunga carriera teatrale prima di approdare al cinema, dove esordì, nel 1968, nel film Il medico della mutua di Luigi Zampa, e ben presto si mise in mostra per la sua versatilità, passando per i ruoli più svariati, sia comici che drammatici. Partecipò a drammi, come Detenuto in attesa di giudizio (1971) di Nanni Loy, e a commedie brillanti, come Che cosa è successo tra mio padre e tua madre? (1972) di Billy Wilder. 
Lavorò con Steno, da cui era particolarmente apprezzato, ne La polizia ringrazia (1972), La poliziotta (1974), Il padrone e l'operaio (1975), Doppio delitto (1977), Fico d'india (1980) e Banana Joe (1982), accanto a Bud Spencer. Si distinse anche ne Il sindacalista (1972) di Luciano Salce, Mordi e fuggi (1973) di Dino Risi e Pane e cioccolata (1973) di Franco Brusati.
Spalla di Ugo Tognazzi e Paolo Villaggio ne La mazurka del barone, della santa e del fico fiorone (1975) di Pupi Avati, affiancò Monica Vitti e Adriano Celentano ne L'altra metà del cielo (1976) di Franco Rossi, e fu presente nella pellicola collettiva (Risi, Monicelli, Scola) I nuovi mostri (1977). Apparirà poi in  Gian Burrasca (1982) di Pier Francesco Pingitore, con Alvaro Vitali. Negli anni ottanta fu uno degli attori più utilizzati dai fratelli Vanzina: Eccezzziunale... veramente (1982), Sapore di mare (1983), La partita (1988).
Nella sua filmografia spiccarono in seguito le caratterizzazioni in pellicole drammatiche, come Domani accadrà (1988) di Daniele Luchetti, con Ciccio Ingrassia, Angela Finocchiaro, Margherita Buy, Nanni Moretti e Paolo Hendel, Il muro di gomma (1991) di Marco Risi, che lo rivorrà per la commedia Nel continente nero (1992). Lavorò poi in Gole ruggenti (1992) di Pier Francesco Pingitore e anche in una pellicola hollywoodiana, Only You - Amore a prima vista (1994) di Norman Jewison, in un cast che includeva Marisa Tomei, Robert Downey Jr. e Billy Zane. Sul finire degli anni novanta la carriera proseguì in miniserie televisive, come Giovanni Falcone (1993) di Giuseppe Ferrara, Il barone (1995), Positano (1996) di Vittorio Sindoni. Negli ultimi anni apparve anche in spot pubblicitari. Nel 2016 dirige il suo primo e unico cortometraggio Anno nuovo vita nuova.
Morì a Roma, nella sua abitazione, il 23 marzo 2025, all'età di 84 anni; i funerali si svolsero due giorni dopo, nella chiesa di Santa Maria Goretti a Roma.

## Filmografia

Gianfranco Barra (il primo a sinistra) in un fotogramma del film Il medico della mutua (1968) di Luigi Zampa

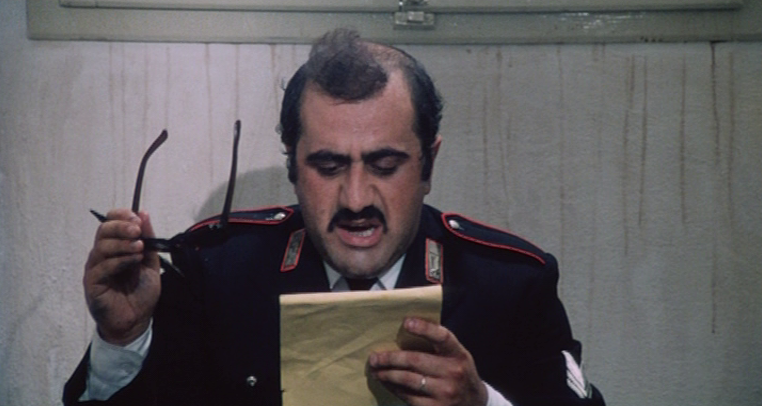
Gianfranco Barra in una scena del film La mazurka del barone, della santa e del fico fiorone (1975) di Pupi Avati

### Cinema
- Il medico della mutua, regia di Luigi Zampa (1968)
- Il trapianto, regia di Steno (1969)
- Detenuto in attesa di giudizio, regia di Nanni Loy (1971)
- Che cosa è successo tra mio padre e tua madre? (Avanti!), regia di Billy Wilder (1972)
- Mimì metallurgico ferito nell'onore, regia di Lina Wertmüller (1972)
- La polizia ringrazia, regia di Steno (1972)
- Mordi e fuggi, regia di Dino Risi (1972)
- Il sindacalista, regia di Luciano Salce (1972)
- Non si sevizia un paperino, regia di Lucio Fulci (1972) – non accreditato[4]
- La villeggiatura, regia di Marco Leto (1973)
- La mazurka del barone, della santa e del fico fiorone, regia di Pupi Avati (1974)
- La poliziotta, regia di Steno (1974)
- Pane e cioccolata, regia di Franco Brusati (1974)
- Permettete signora che ami vostra figlia?, regia di Gian Luigi Polidoro (1974)
- Il padrone e l'operaio, regia di Steno (1975)
- Morte sospetta di una minorenne, regia di Sergio Martino (1975)
- La polizia accusa: il Servizio Segreto uccide, regia di Sergio Martino (1975)
- La professoressa di scienze naturali, regia di Michele Massimo Tarantini (1976)
- La bomba, episodio di Signore e signori, buonanotte di registi vari (1976)
- La squadra di calcio, episodio di Spogliamoci così, senza pudor..., regia di Sergio Martino (1976)
- L'altra metà del cielo, regia di Franco Rossi (1977)
- Doppio delitto, regia di Steno (1977)
- Con i saluti degli amici, episodio di I nuovi mostri, regia di Dino Risi (1977)
- L'insegnante viene a casa, regia di Michele Massimo Tarantini (1978)
- L'arabo, episodio di Letti selvaggi, regia di Luigi Zampa (1979)
- La poliziotta della squadra del buon costume, regia di Michele Massimo Tarantini (1979)
- Fico d'India, regia di Steno (1980)
- Zucchero, miele e peperoncino, regia di Sergio Martino (1980)
- Il leone del deserto (Lion of the Desert), regia di Mustafa Akkad (1981)
- Assassinio al cimitero etrusco, regia di Christian Plummer (1982)
- Banana Joe, regia di Steno (1982)
- Buona come il pane, regia di Riccardo Sesani (1982)
- Eccezzziunale... veramente, regia di Carlo Vanzina (1982)
- Gian burrasca, regia di Pier Francesco Pingitore (1982)
- Giggi il bullo, regia di Marino Girolami (1982)
- Giovani, belle... probabilmente ricche, regia di Michele Massimo Tarantini (1982)
- Pierino colpisce ancora, regia di Marino Girolami (1982)
- Sapore di mare, regia di Carlo Vanzina (1982)
- Sapore di mare 2 - Un anno dopo, regia di Bruno Cortini (1983)
- Zero in condotta, regia di Giuliano Carnimeo (1983)
- Domani accadrà, regia di Daniele Luchetti (1987)
- La coda del diavolo, regia di Giorgio Treves (1987)
- La partita, regia di Carlo Vanzina (1988)
- Se lo scopre Gargiulo, regia di Elvio Porta (1988)
- La maschera, regia di Fiorella Infascelli (1988)
- Assolto per aver commesso il fatto, regia di Alberto Sordi (1991)
- Il muro di gomma, regia di Marco Risi (1991)
- Gole ruggenti, regia di Pier Francesco Pingitore (1992)
- Nel continente nero, regia di Marco Risi (1992)
- Un orso chiamato Arturo, regia di Sergio Martino (1992)
- La corsa dell'innocente, regia di Carlo Carlei (1993)
- Giovanni Falcone, regia di Giuseppe Ferrara (1993)
- 18.000 giorni fa, regia di Gabriella Gabrielli (1994)
- Only You - Amore a prima vista, regia di Norman Jewison (1994)
- Primo episodio di Miracolo italiano, regia di Enrico Oldoini (1994)
- Classe mista 3ª A, regia di Federico Moccia (1996)
- Panni sporchi, regia di Mario Monicelli (1999)
- Svitati, regia di Ezio Greggio (1999)
- Il talento di Mr. Ripley (The Talented Mr. Ripley), regia di Anthony Minghella (1999)
- Ravanello pallido, regia di Gianni Costantino (2001)
- Heaven, regia di Tom Tykwer (2002)
- Il pranzo della domenica, regia di Carlo Vanzina (2003)
- Le barzellette, regia di Carlo Vanzina (2004)
- Terapia Roosevelt, regia di Vittorio Muscia (2006)
- Ma che ci faccio qui!, regia di Francesco Amato (2006)
- La cena per farli conoscere, regia di Pupi Avati (2006)
- Nero bifamiliare, regia di Federico Zampaglione (2007)
- Come tu mi vuoi, regia di Volfango De Biasi (2007)
- Alice, regia di Oreste Crisostomi (2010)
- La passione, regia di Carlo Mazzacurati (2010)
- Anno nuovo vita nuova, regia di Gianfranco Barra – cortometraggio (2016)

### Televisione
- I giovedì della signora Giulia, regia di Paolo Nuzzi e Massimo Scaglione – miniserie TV (1970)
- Tre donne, regia di Alfredo Giannetti – miniserie TV (1971)
- La porta sul buio, regia di Dario Argento – miniserie TV (1973)
- Philo Vance, regia di Marco Leto – miniserie TV (1974)
- Lo scandalo della Banca Romana, regia di Luigi Perelli – miniserie TV, 3 episodi (1977)
- Aeroporto internazionale – serie TV (1987)
- Il barone, regia di Enrico Maria Salerno e Richard T. Heffron – miniserie TV (1995)
- Positano, regia di Vittorio Sindoni – miniserie TV, 4 episodi (1996)
- Dio vede e provvede – serie TV (1996)
- Anni '50, regia di Carlo Vanzina – miniserie TV, 4 episodi (1998)
- Tequila & Bonetti – serie TV, 22 episodi (2000)
- Vola Sciusciù, regia di Joseph Sargent – film TV (2000)
- Benedetti dal Signore – serie TV, 8 episodi (2004)
- L'onore e il rispetto – serie TV (2006)
- La contessa di Castiglione, regia di Josée Dayan – miniserie TV (2006)
- Un ciclone in famiglia – serie TV (2007)
- Io non dimentico, regia di Luciano Odorisio – miniserie TV, 2 episodi (2008)
- Sangue caldo, regia di Luigi Parisi e Alessio Inturri – miniserie TV (2011)

## Doppiatori italiani
- Michele Gammino in Non si sevizia un paperino, I nuovi mostri
- Mario Milita ne La partita, La maschera
- Sergio Fiorentini ne La polizia ringrazia
- Gianni Marzocchi ne La poliziotta della squadra del buon costume
- Carlo Croccolo in Se lo scopre Gargiulo